# スウェーデン・テレビ
スウェーデン・テレビ株式会社（Sveriges Television AB、略称：SVT）はスウェーデンの公共テレビ局。イギリスのBBC、日本のNHK同様、受信料で賄っている。「スウェーデン公共テレビ」「スウェーデン公共放送」ともいう。

## 概要
スウェーデン・テレビはスウェーデン・ラジオ経営基金（Förvaltningsstiftelsen för Sveriges Radio AB）という独立基金に所有されている公社である。この基金は政府によって任命される政治家が会員となっている。そのしくみはスウェーデンの法律により規定され、スウェーデン政府によって任命される会長及び取締役によって経営される。1979年前はスウェーデン・ラジオの一部であったが、現在は独立している。開業当初から1987年までは国内唯一の地上波テレビ局であり、現在でも主要なスポーツ中継を除き、広告放送が禁止されている。現在でも視聴者占有率は36.4%で、スウェーデン最大のテレビネットワークである。

## 歴史
- 1954年10月29日　ストックホルムのスウェーデン王立工科大学でスウェーデン初のテレビ実験放送を実施。
- 1956年9月4日　スウェーデン・ラジオ(Radio-tjänst,略称SR)のテレビ部門として開局。
- 1957年11月23日　スウェーデン・ラジオ&テレビ(Sveriges Radio TV,略称SR)に改称。
- 1966年　スウェーデン初のカラー放送開始。
- 1969年12月5日　第2チャンネル「TV2」開局。同時に第1チャンネルを「TV1」に改称。
- 1979年　SR　スウェーデン放送の子会社として、スウェーデン・テレビ(Sveriges Television, SVT)として分社。
- 1987年のTV3開局。SVTはテレビ放送の独占状態を終了。TV1は「Kanal 1」に改称。
- 1988年　NICAM方式で音声多重・ステレオ放送開始。
- 1993年　SRから分離独立。
- 1996年1月8日　放送行政の再編でKanal 1とTV2はそれぞれ「SVT1」「SVT2」に改称。
- 1997年　地上波デジタル放送開始。SVTは6つの新チャンネルと、SVT24、5つの地方チャンネルを開始。
- 2002年　地方チャンネルを停止し、SVT Extraを開始。
- 2003年　SVT24とSVT Extraは「24」というニュースとスポーツのテーマ・チャンネルに改編。
- 2006年　FIFAワールドカップの期間中、スウェーデン初のHD放送をTV4と協力し開始。「SVT HD」チャンネル開局。
- 2007年までにすべてのアナログ放送停波。

## 主要チャンネル
- SVT1：総合チャンネル。
- SVT2：文化、時事、ドキュメンタリー中心。
- SVT24：夜間は再放送、日中は政治放送、週末はスポーツ中継などを行う。
- SVTB - Barnkanalen：子供向け放送チャンネル。
- Kunskapskanalen：知識チャンネル。教育番組中心。
- SVT HD：HD放送チャンネル。
- SVTワールド：SVTの放送からの抜粋を衛星放送で配信。フィンランド南部のスウェーデン語地域には地上波にて放送。

## 外部サイト
- スウェーデン・テレビ公式サイト